# دائرة البروج (المغرب)
دائرة البروج هي إحدى دوائر إقليم سطات، التابع لجهة الدار البيضاء سطات، المملكة المغربية. تضم الدائرة 11 جماعات قروية، وبلغ عدد سكانها 94413 فرداً سنة 2004 حسب الإحصاء الرسمي للسكان والسكنى. يتبع للدائرة 15 مشخية و141 دوار.

## التقسيمات الإداريّة
تعتبر دائرة البروج إحدى الدوائر المشكّلة لإقليم سطات، وهو التقسيم الإداري من المستوى الرابع المعتمد في المغرب. ينقسم إقليم سطات إلى 44 جماعات قروية تختلف من حيث السكان والمساحة، والتي بدورها تنقسم إلى مشيخات تضم عدداً من الدواوير.